# 索拉皮斯山

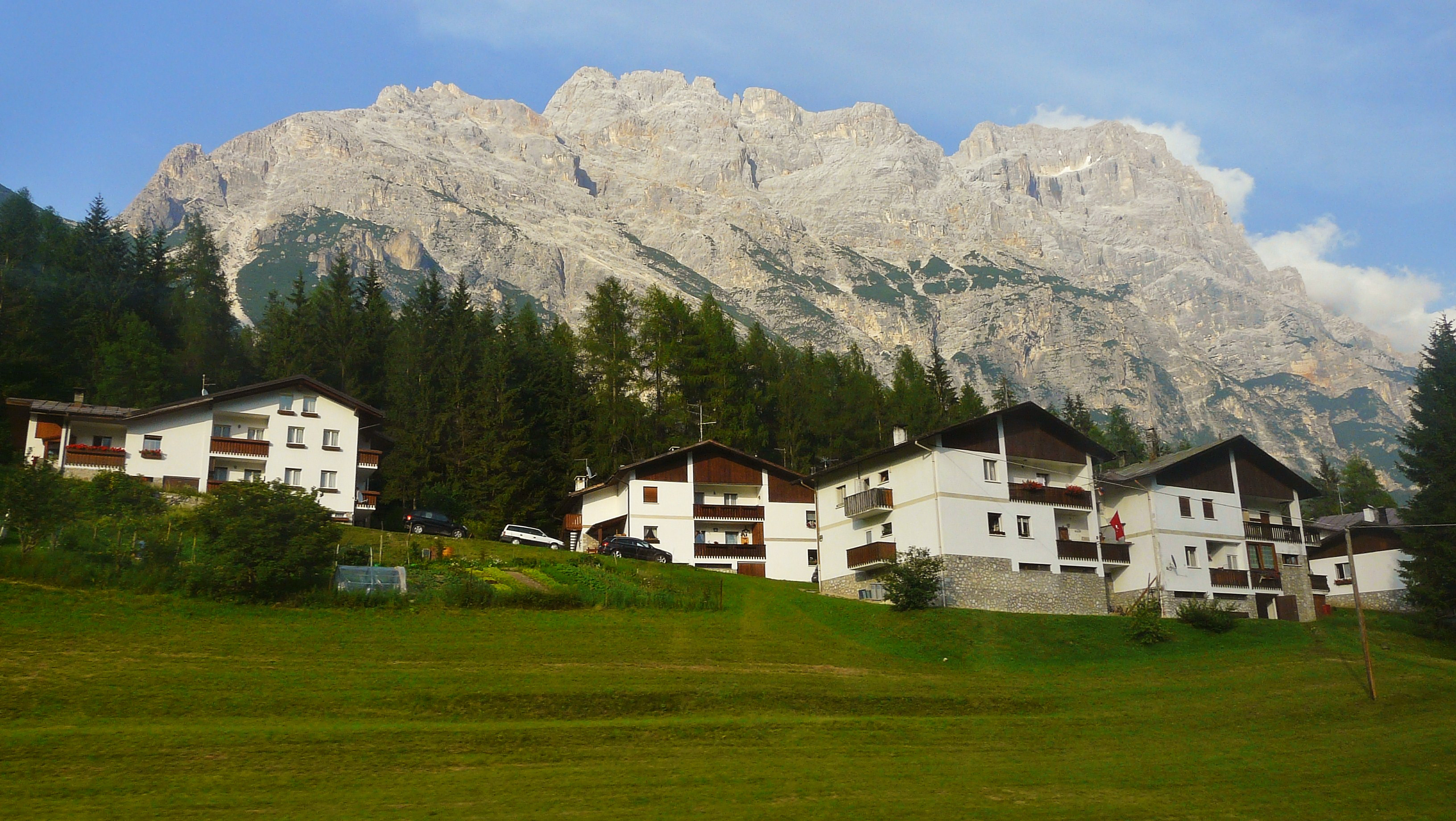

46°30′N 12°13′E / 46.500°N 12.217°E
索拉皮斯山（義大利語：Gruppo del Sorapiss），是意大利的山峰，位於該國東北部，由威尼托大區負責管轄，屬於多洛米蒂山的一部分，處於科爾蒂納丹佩佐，海拔高度3,205米